# Herzogenbusch

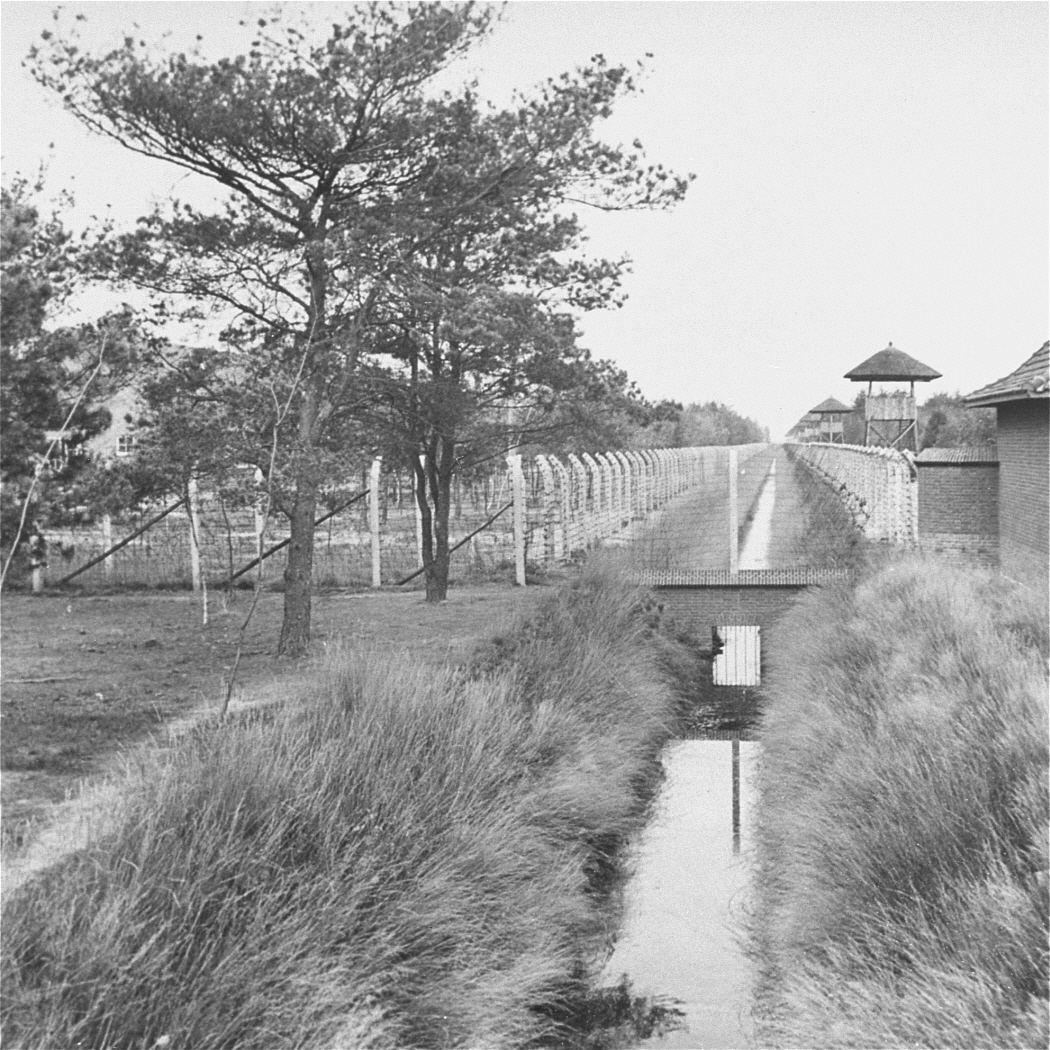
Koncentrationslägret Herzogenbusch.

Herzogenbusch (nederländska Kamp Vught) var ett nazistiskt koncentrationsläger, beläget i Vught i närheten av 's-Hertogenbosch i södra Nederländerna. Lägret är numera ett museum.
Lägret uppfördes 1942 och öppnade i januari 1943 med Karl Chmielewski som kommendant. Lägret hyste omkring 31 000 män, kvinnor och barn, av vilka var 12 000 judar, romer, politiska fångar, Jehovas vittnen, motståndskämpar, homosexuella samt så kallade asociala. Internerna tvingades att arbeta på befästningsverk och i verkstäder.

## Kommendanter
- Karl Chmielewski (1943)
- Adam Grünewald (1943–1944)
- Hans Hüttig (1944)